# Полновский район
Полновский район — административно-территориальная единица в составе Ленинградской и Псковской областей РСФСР, существовавшая в 1927—1931 и 1935—1958 годах.

## Район в 1927—1931 годах
Полновский район в составе Лужского округа Ленинградской области был образован в 1927 году. В район вошёл 21 сельсовет: Блянский, Горско-Роговский, Дуброшкинский, Дубяжский, Елешинский, Желченский, Затолбенский, Заяванский, Иголдинский, Корытновский, Марьинский, Мишиногорский, Озерский, Островецкий, Полновский, Сосновский, Стряковский, Теличинский, Теребский, Углищенский, Язбенский.
В 1928 году Блянский, Дубянский и Стряковский с/с объединены в Гнильский, Заяванский и Корытновский — в Горский, Иголдинский и Углищенский — в Рыловский. Озерский с/с переименован в Ореховицкий, Островецкий — в Драготинский, Теребский — в Наумовщинский. Желченский с/с присоединён к Полновскому, Теличинский — к Мишиногорскому, Марьинский — к Горско-Роговскому.
В 1930 году в результате ликвидации окружного деления Полновский район перешёл в прямое подчинение Ленинградской области.
В 1931 году упразднён Дуброшкинский с/с. Образованы Назимовский и Столбовский с/с.
В 1931 году Полновский был упразднён. Вся его территория отошла к Гдовскому району.

## Район в 1935—1958 годах
Вторично Полновский район в составе Ленинградской области был образован в 1935 году. В его состав вошли Гагловский, Гнильский, Горский, Горско-Роговский, Драготинский, Мишиногорский, Назимовский, Ореховицкий, Полновский, Рыловский, Сосновский, Язбенский с/с переданные из Гдовского района и Елешинский, Наумовщинский, Низовицкий, Подборовский, Столбовский с/с, переданные из Серёдкинского района. В том же году район был включён в состав Псковского округа.
В 1939 году были упразднены Назимовский и Столобский с/с.
В 1940 году Псковский округ был упразднён, и район перешёл в прямое подчинение Ленинградской области.
В 1941 году в Полновском районе была создана единственная, в первый год войны, партизанская типография на всем оккупированном Северо-Западе России.
В 1944 году район вошёл в состав Псковской области.
В 1947 году центр района был перенесён из с. Полна в с. Ямм.
В 1949 году Гнильский с/с был переименован в Надозерский.
В 1954 году Гагловский и Сосновский с/с были объединены в Спицинский, Горско-Роговский, Елешинский и Наумовщинский — в Гвоздненский, Драготинский, Низовицкий и Наумовщинский — в Островецкий. Мишиногорский, Надозерский, Рыловский с/с присоединены к Горскому, Ореховицкий и Язбенский — к Полновскому.
В 1958 году Полновский район был упразднён, а его территория присоединена к Гдовскому району.